# Pechbusque
Pechbusque (em occitano:  Puègbusca) é uma comuna francesa na região administrativa da Occitânia, no departamento do Alto Garona. Estende-se por uma área de 3.14 km², com 885 habitantes, segundo o censo de 2018, com uma densidade de 280 hab/km².